# 顺河街道 (驿城区)
顺河街道，是中华人民共和国河南省驻马店市驿城区下辖的一个乡镇级行政单位。

## 行政区划
顺河街道下辖以下地区：
顺河社区、刘竹元社区、柳堰庙社区、罗庄社区、雷庄村、马庄村、马堰村、小陈庄村、小李庄村和大陈庄村。